# Grant (hrabstwo Clark)
Grant – miasto w Stanach Zjednoczonych, w stanie Wisconsin, w hrabstwie Clark.